# Ernst Tittel
Ernst Tittel (* 26. April 1910 in Sternberg in Mähren; † 28. Juli 1969 in Wien) war ein österreichischer Komponist, Organist und Musiktheoretiker.

## Leben
Ernst Tittel studierte an der Wiener Musikakademie Kirchenmusik und Komposition sowie an der Universität Wien Musikwissenschaft, wo er 1935 mit einer Dissertation zum Thema „Simon Sechter als Kirchenkomponist“ (incl. Werkverzeichnis) zum Dr. phil. promoviert wurde. Als Organist war er in der Wiener Franziskanerkirche tätig, zudem wirkte er – ebenfalls als Organist – von 1934 bis 1969 bei der Geistlichen Stunde auf Radio Wien mit.
1936 wurde Tittel zum Lehrbeauftragten für Musiktheorie an die Wiener Musikakademie berufen, 1961 zum ordentlichen Professor ernannt. 1965 erhielt er zudem einen Lehrauftrag für Musica sacra an der katholisch-theologischen Fakultät der Universität Wien.
Seine Unterrichtstätigkeit mündete in die Neubearbeitung des Gradus ad Parnassum von Johann Joseph Fux, die unter dem Titel Der neue Gradus 1959 in Wien veröffentlicht wurde.
Als Komponist schuf er vorwiegend Kirchenmusik und Chorwerke. Besonders hervorzuheben ist dabei seine Kleine Festmesse op. 37, die in Österreich bis heute immer wieder aufgeführt wird.
Ernst Tittel wurde für sein Engagement für Österreich (er bemühte sich u. a. um die soziale Besserstellung der Kirchenkomponisten, gemeinsam mit Gerhard Frotz) mit dem österreichischen Ehrenkreuz für Wissenschaft und Kunst (1960) ausgezeichnet. Sein musikalisches Wirken wurde schon früh mit verschiedenen Preisen ausgezeichnet, darunter dem Förderungspreis des Österreichischen Staatspreises für Musik im Jahre 1952 für sein weltliches Werk „Polyhymnia“.
Sein kirchenmusikalisches Schaffen hingegen wurde mit der höchsten päpstlichen Auszeichnung gekrönt, die ihm als einzigem Kirchenmusiker Österreichs des 20. Jahrhunderts zuteilwurde, dem Komturkreuz des Ordens des hl. Gregor des Großen.
Als Musikhistoriker verfasste Ernst Tittel die profund recherchierte Geschichte der österreichischen Kirchenmusik, „Österreiche Kirchenmusik. Werden-Wachsen-Wirken“, Herder 1961, ein Standardwerk, das viele Musikergenerationen bereichert hat.
Durch die Radioübertragungen der Sonntagsmesse aus der Wiener Franziskanerkirche war Ernst Tittel ein weit über die Landesgrenzen hinaus bekannter liturgischer Organist.
Er wurde auf dem Wiener Zentralfriedhof (10-19-90) beerdigt.

## Auszeichnungen
- Staatspreis für Musik[3] 1952
- Österreichisches Ehrenkreuz für Wissenschaft und Kunst 1960
- Komturkreuz des Ordens des hl. Gregor des Großen 1961 (als einziger österreichischer Kirchenmusiker des 20. Jahrhunderts)

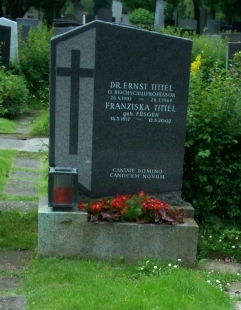
Grabstein Ernst Tittel

## Lehrwerke (Auswahl)
- Der neue Gradus. Wien 1952
- Österreiche Kirchenmusik. Werden-Wachsen-Wirken. Wien 1961

## Kompositionen (Auswahl)
- Missa super „Innsbruck, ich muss dich lassen“, op. 7b (1936)
- Missa Mariana, op. 32 (1949)
- Kleine Festmesse, op. 37 (1950)
- Toccata und Fuge in e-Moll für Orgel, op 49 (1951)
- Missa festiva in F, op. 52 (1951) (Klemens Maria Hofbauer–Messe)
- Missa „Cum Jubilo“, op. 66 (1953)
- Altöttinger-Muttergottes-Messe, op. 61 (1954)
- Missa Gregoriana, op. 62 (1954)
- Toccata für Orgel, op. 63 (1954)
- Engelmesse (Missa de Angelis), op. 67 (1956)
- Hochhaus, op. 72 (1959, Text: Eduard Christoph Heinisch)
- Franziskusmesse, op. 78 für gemischten Chor und Orgel (1964)
- Klosterneuburger Messe (1968)
- Missa „Laudate Dominum“, op. 84 (1969)
- Intrada für Orgel, 3 Trompeten in C und 3 Posaunen. (Letzte Komposition Tittels)
- Diverse geistliche A-cappella-Chöre, darunter das beliebte „Jubilate Deo“.